# Salihli
Salihli – miasto w Turcji w prowincji Manisa.
Według danych na rok 2000 miasto zamieszkiwało 83 137 osób.